# Velika nagrada Marseilla 1949
Velika nagrada Marseilla 1949 je bila osma dirka za Veliko nagrado v Sezoni Velikih nagrad 1949. Odvijala se je 14. maja 1949 v mestu Marseille. 

## Rezultati

### Finale
| Poz | Dirkač              | Moštvo                       | Dirkalnik         | Krogi | Čas/Odstop |
| --- | ------------------- | ---------------------------- | ----------------- | ----- | ---------- |
| 1   | Juan Manuel Fangio  | Equipe Gordini               | Simca-Gordini T15 | 50    | 1:18:33.0  |
| 2   | Philippe Étancelin  | Automobiles Talbot Darracq   | Talbot-Lago T26C  | 50    | 1:18:51.6  |
| 3   | Maurice Trintignant | Equipe Gordini               | Simca-Gordini T15 | 50    | 1:19:08.5  |
| 4   | Felice Bonetto      | Scuderia Ferrari             | Ferrari 166C      | 50    | 1:19:39.6  |
| 5   | Benedicto Campos    | Privatnik                    | Simca-Gordini T15 | 50    | 1:20:00.8  |
| 6   | Louis Chiron        | Automobiles Talbot Darracq   | Talbot-Lago T26C  | 49    | +1 krog    |
| 7   | Eugène Chaboud      | Privatnik                    | Delahaye 135CS    | 47    | +3 krogi   |
| 8   | Roberto Vallone     | Privatnik                    | Ferrari 166 Inter | 46    | +4 krogi   |
| Ods | Pierre Levegh       | Automobiles Talbot Darracq   | Talbot-Lago T26C  | 0     |            |
| Ods | Willy Mairesse      | Privatnik                    | Talbot-Lago T26C  | 0     |            |
| Ods | Raymond Sommer      | Scuderia Ferrari             | Ferrari 166C      | 0     |            |
| Ods | Eugène Martin       | Privatnik                    | Martin Jicey      | 0     |            |
| Ods | Ferdinando Righetti | Privatnik                    | Stanguellini      | 0     |            |
| DNQ | Roger Loyer         | Privatnik                    | Cisitalia D46     |       |            |
| DNQ | Emilio Romano       | Privatnik                    | Maserati A6GCS    |       |            |
| DNQ | Robert Landon       | Privatnik                    | Cisitalia D46     |       |            |
| DNQ | Harry Schell        | Horschell Racing Corporation | Cisitalia D46     |       |            |
| DNQ | Tazio Nuvolari      | Privatnik                    | Maserati A6GCS    |       | Bolezen    |
| DNQ | Robert Manzon       | Equipe Gordini               | Simca-Gordini T15 |       |            |
| DNQ | Piero Carini        | Privatnik                    | Maserati A6GCS    |       |            |
| DNQ | René Bonnet         | Ecurie Deutsch et Bonnet     | DB                |       |            |